# Fjernbetjening
Fjernbetjening eller fjernstyring er teknologi, der gør det muligt at styre noget på afstand. Altså at kunne betjene noget, der er fjernt fra en. Det der fjernstyres, kan f.eks. være elektronik og maskiner. Apparatet eller enheden, som anvendes til at fjernstyre med, kaldes en fjernbetjeningsenhed eller fjernstyringsenhed.

## Dagligdags fjernbetjeningsenhed
I daglig tale er en fjernbetjening mest brugt om den elektroniske boks, der følger med til mange elektroniske apparater. Med tryk på boksens knapper kan man styre apparatets funktioner (f.eks. skrue op eller ned for lyden eller skifte kanal) derfra, hvor man nu befinder sig, i stedet for at skulle gå hen til apparatet for at betjene det.
I 1974 kom det første B&O fjernsyn med en fjernbetjening der benyttede ultralyd.
Senere er alle fabrikanter gået over til infrarød.
Fjernbetjeninger er ikke nødvendigvis elektroniske. Man kan f.eks. godt kan bruge en pind eller stok til at skifte kanal på fjernsynet, mens man selv forbliver i sofaen, og i den situation kan pinden/stokken betegnes som en fjernbetjening.